# Calcul canonique de la date de Pâques grégorienne
L'adoption, en 1582, de la réforme du calendrier julien promue par le Pape Grégoire XIII entraînait inévitablement des modifications du calcul de la date de Pâques. La suppression d'une année bissextile tous les quatre cents produisait des décalages entre le cycle solaire et le cycle lunaire qui devaient être pris en compte. De plus, les astronomes Clavius et Lilius, attachés au Pape Grégoire XIII, profitèrent de la réforme pour introduire une correction du Cycle de Méton dont on savait depuis longtemps qu'il n'était qu'une approximation. La suppression de 3 jours bissextiles tous les quatre cents ans se traduit dans le calcul de la date de Pâques par un décalage appelé métemptose. De plus, la correction du cycle de Méton conduit également à un décalage appelé proemptose.
Le calcul grégorien de la date de Pâques n'est pas une création ex nihilo mais une modification du calcul de la date de Pâques julienne. Le principe de ce calcul consiste à mettre en correspondance le cycle solaire (appelé aussi équation solaire), qui permet de calculer quels jours de l'année sont des dimanches, et le cycle lunaire (appelé aussi équation lunaire) permettant, lui, de déterminer la date des Nouvelles Lunes. Pour une année donnée, l'équation solaire est caractérisée par la Lettre dominicale qui spécifie le premier dimanche de janvier ; elle donne le moyen de calculer les jours de l'année qui sont un dimanche, en particulier en mars et avril. L'équation lunaire est caractérisée par l'épacte, c'est-à-dire l'âge de la Lune au 1er janvier ; celle-ci permet de fixer les dates des Nouvelles Lunes de l'année, en particulier pour mars et avril. À l'aide de ces termes on détermine le dimanche qui tombe immédiatement après le quatorzième jour de la Lune qui tombe ou qui suit immédiatement le 21 mars. Les nouveautés apportées par le calendrier grégorien ont été reportées sur l'épacte. Des règles de saut d'épacte appliquent à l'épacte les décalages de la date de Pâques dus à la métemptose et à la proemptose.

## Calcul détaillé
Références ,:

### L'épacte grégorienne
Dans le comput grégorien, l'épacte est l'âge de la Lune au 1er janvier -1. C'est-à-dire que si la dernière Nouvelle Lune de l'année précédente a lieu le 31 décembre, l'épacte de l'année courante vaut 0.
Dans le calendrier julien, l'épacte résulte du Nombre d'or. Puisque le Nombre d'or ne prend que 19 valeurs différentes, il en est de même de l'épacte julienne. Celle-ci définit, par un décalage de vingt-neuf ou trente jours, les Nouvelles Lunes de chacun des douze mois de l'année. Il ne peut donc y avoir que 19 dates différentes des Nouvelles Lunes pour un mois donné. Autrement dit, dans le calendrier julien, pour chaque mois, il y a onze ou douze jours où il ne se produit jamais de Nouvelle Lune.
Afin de corriger cette bizarrerie du calendrier julien, les réformateurs, abandonnant le Nombre d'or, définissent un cycle de 29 épactes, une pour chaque jour lunaire. Une épacte supplémentaire, redoublant l'épacte 25 (notée 25 ou XXV) est introduite par le doublement de l'épacte 26 pour respecter la longueur du mois lunaire de 29 jours ½ quand le besoin s'en fait sentir. Ceci conduit à un nouveau calendrier lunaire perpétuel grégorien dans lequel les Nouvelles lunes se produisent tous les jours de l'année.
Afin de ne pas bouleverser les habitudes, le nouveau calcul de l'épacte est fondé sur l'épacte julienne et l'épacte grégorienne de chaque année en résulte par des sauts d'épacte qui se cumulent.

#### La correction du cycle de Méton
Clavius et Lilius tentèrent, dans le calcul de la date de Pâques, de corriger non seulement l'erreur du cycle solaire - en supprimant trois années bissextiles séculaires sur quatre - mais de corriger aussi la dérive du cycle Méton. À l'aide des tables astronomiques en leur possession, Clavius et Lilius estimèrent à un jour tous les 312, 5 ans la dérive du cycle de Méton sur la Lune réelle
. 
Ils reportèrent sur le calcul de l'épacte la correction du cycle solaire (métemptose) et celle du cycle de Méton (proemptose) en fixant des règles de saut d'épacte destinés à corriger en conséquence l'âge de la Lune.

#### Les règles du saut d'épacte
Outre les sauts d'épactes séculaires, selon que l'année séculaire est bissextile ou non, il faut prendre en compte les sauts d'épacte destinés à corriger le cycle de Méton. La combinaison des contraintes liées au cycle solaire, d'une part, au cycle de Méton, d'autre part, conduit aux règles de saut d'épacte suivantes :
1. à chaque année séculaire non bissextile, on retranche un jour à l'épacte (opération appelée métemptose) ;
2. on ajoute un jour à l'épacte lors de l'année séculaire qui se produit tous les 300 ans (opération appelée proemptose) ;
3. après avoir effectué 7 fois l'opération 2, on attend 400 ans avant de recommencer les cycles de proemptose.

L'étape 1 concerne la correction du cycle solaire. Elle est indépendante des étapes 2 et 3 qui concernent la correction du cycle de Méton. Ces deux dernières étapes reviennent à répartir huit additions d'un jour à l'épacte sur un cycle de 25 siècles (7 ×300 + 400 = 2500). L'addition à l'épacte de 8 jours sur 25 siècles est équivalente, en moyenne, à ajouter à l'épacte (8 / 2500 =) 1 jour tous les 312,5 ans, c'est-à-dire à corriger avec une très bonne approximation la dérive du Cycle de Méton telle qu'elle était évaluée à l'époque.
La dernière addition à l'épacte par proemptose a eu lieu en 1800. La prochaine aura lieu en 2100.

#### Méthode de calcul de l'épacte grégorienne
Voici un algorithme permettant de déterminer l'épacte grégorienne pour l'année A :
c = QUOTIENT (A / 100)
Épacte = RESTE ((11 × RESTE (A / 19) + 8 - c + QUOTIENT (c / 4) + QUOTIENT ((8 × c + 13) / 25)) / 30)
Si Épacte = 25 et que le nombre d'or N = RESTE(Année /19) > 10, alors Épacte = 26.

### La lettre dominicale grégorienne
La lettre dominicale grégorienne diffère de la lettre dominicale julienne car il faut tenir compte des années séculaires non bissextiles. La méthode suivante permet de déterminer la lettre dominicale grégorienne selon l'année A :
L = 7 - RESTE [ (A + QUOTIENT [ A / 4 ] + QUOTIENT [ A / 400 ] - QUOTIENT [ A / 100] + 6) / 7 ]
avec L = 1 : A ; L = 2 : B, etc.

### Date de Pâques grégorienne
À l'aide de l'épacte et de la Lettre dominicale calculées aux deux chapitres précédents, on détermine la date de Pâques grégorienne à l'aide de la table suivante :
|        | Lettre dominicale |     |     |     |     |     |     |
| Épacte | A                 | B   | C   | D   | E   | F   | G   |
| 0      | 16A               | 17A | 18A | 19A | 20A | 14A | 15A |
| 1      | 16A               | 17A | 18A | 19A | 13A | 14A | 15A |
| 2      | 16A               | 17A | 18A | 12A | 13A | 14A | 15A |
| 3      | 16A               | 17A | 11A | 12A | 13A | 14A | 15A |
| 4      | 16A               | 10A | 11A | 12A | 13A | 14A | 15A |
| 5      | 9A                | 10A | 11A | 12A | 13A | 14A | 15A |
| 6      | 9A                | 10A | 11A | 12A | 13A | 14A | 8A  |
| 7      | 9A                | 10A | 11A | 12A | 13A | 7A  | 8A  |
| 8      | 9A                | 10A | 11A | 12A | 6A  | 7A  | 8A  |
| 9      | 9A                | 10A | 11A | 5A  | 6A  | 7A  | 8A  |
| 10     | 9A                | 10A | 4A  | 5A  | 6A  | 7A  | 8A  |
| 11     | 9A                | 3A  | 4A  | 5A  | 6A  | 7A  | 8A  |
| 12     | 2A                | 3A  | 4A  | 5A  | 6A  | 7A  | 8A  |
| 13     | 2A                | 3A  | 4A  | 5A  | 6A  | 7A  | 1A  |
| 14     | 2A                | 3A  | 4A  | 5A  | 6A  | 31M | 1A  |
| 15     | 2A                | 3A  | 4A  | 5A  | 30M | 31M | 1A  |
| 16     | 2A                | 3A  | 4A  | 29M | 30M | 31M | 1A  |
| 17     | 2A                | 3A  | 28M | 29M | 30M | 31M | 1A  |
| 18     | 2A                | 27M | 28M | 29M | 30M | 31M | 1A  |
| 19     | 26M               | 27M | 28M | 29M | 30M | 31M | 1A  |
| 20     | 26M               | 27M | 28M | 29M | 30M | 31M | 25M |
| 21     | 26M               | 27M | 28M | 29M | 30M | 24M | 25M |
| 22     | 26M               | 27M | 28M | 29M | 23M | 24M | 25M |
| 23     | 26M               | 27M | 28M | 22M | 23M | 24M | 25M |
| 24     | 23A               | 24A | 25A | 19A | 20A | 21A | 22A |
| 25     | 23A               | 24A | 25A | 19A | 20A | 21A | 22A |
| 26     | 23A               | 24A | 18A | 19A | 20A | 21A | 22A |
| 27     | 23A               | 17A | 18A | 19A | 20A | 21A | 22A |
| 28     | 16A               | 17A | 18A | 19A | 20A | 21A | 22A |
| 29     | 16A               | 17A | 18A | 19A | 20A | 21A | 15A |

#### Application: date des Pâques grégoriennes pour l'année 2006
- Calcul de l'épacte

La formule du calcul de l'épacte grégorienne (voir le paragraphe Méthode de calcul de l'épacte grégorienne ci-dessus) donne pour 2006 :
c = QUOTIENT [2006 / 100] = 20
Épacte = RESTE [ (11 × RESTE [ 2006 / 19 ] + 8 - 20 + QUOTIENT [ 20 / 4 ] + QUOTIENT [ (8 × 20 + 13) / 25 ]) / 30 ]
Épacte = 0
Épacte étant différente de 25, aucune vérification ne s'impose. (Sinon si RESTE [ Année / 19 ] est >10, prendre Épacte = 26).
- Calcul de la Lettre dominicale

La formule de calcul de la Lettre dominicale (voir le paragraphe La lettre dominicale grégorienne ci-dessus) donne pour 2006 :
L = 7 - RESTE [ (2006 + QUOTIENT [ 2006 / 4 ] + QUOTIENT [ 2006 / 400 ] - QUOTIENT [ 2006 / 100] + 6) / 7 ]
L = 1 → A
- Détermination de la date de Pâques grégorienne

On peut vérifier que les valeurs de l'épacte et de la Lettre dominicale calculées ci-dessus sont bien celles qui figurent dans le calendrier pour 2006 publié en tête de cet article. En se référant au tableau des dates de Pâques grégoriennes en fonction de l'épacte et de la Lettre dominicale publié ci-dessus on trouve :
Date de Pâques grégorienne pour 2006 : 16 avril.